# Monasterio de Zografou
El Monasterio de Zografou (búlgaro: Зографски манастир, griego: Μονή Ζωγράφου) es un monasterio ortodoxo del Monte Athos, Grecia. Es el noveno monasterio de la jerarquía de los monasterios de la Montaña Sagrada.
Según la tradición el monasterio fue fundado en el siglo X por tres hermanos búlgaros (Moises, Aaron e Ioannis) de Ohrid. Su nombre deriva de un icono de los siglos XIII o XIV de San Jorge, el cual se dice que no está pintado por una mano humana y posee poderes sobrenaturales (Zografou significa en griego pintor). Tradicionalmente ha estado habitado por monjes búlgaros. La celebración del monasterio está dedicada a San Jorge y se celebra el 23 de abril según el calendario gregoriano (el 6 de mayo según el calendario juliano).

## Historia
La primera muestra escrita de la existencia del monasterio data de 980.
Durante la Edad Media, el monasterio fue favorecido y ayudado por dirigentes búlgaros como Iván Asen II e Iván Alejandro. El monasterio también recibió la ayuda de dirigentes bizantinos (siendo el principal benefactor León VI el Sabio), serbios, y rumanos.
El monasterio fue quemado por los cruzados, bajo las órdenes del emperador bizantino Miguel VIII Paleólogo, en 1275, asesinando a 26 monjes. El motivo de este ataque era la oposición de los monjes de Athos al Concilio de Lyon II, que el emperador apoyaba por motivos políticos. Debido a que el emperador no quería atacar a monjes griegos ya que podía originar la ira de su pueblo, atacó a los monjes eslavos. Tras haber colgado al Protos (dirigente del Monte Athos) en Karyes y haber matado a varios monjes en Vatopediou, Ivrion y otros monasterios, atacaron Zografou. La celebración por los mártires es el 10 de octubre según el calendario gregoriano (el 23 de octubre según el calendario juliano).
Mercenarios de la Compañía Catalana de Oriente atacaron la Montaña Sagrada durante dos años (1307-9). De los 300 monasterios que existían a comienzos del siglo XIV, tan solo quedaban 35 al final. Muchos de ellos fueron reconstruidos con la ayuda de emperadores bizantinos. El monasterio se conserva en la actualidad en apariencia a la estructura del monasterio en el siglo XVI y sus edificios datan del siglo XVIII (el ala Sur se construyó en 1750, la Este en 1758, la iglesia pequeña en 1764 y la grande en 1801). La construcción se finalizó con la Iglesia de Cirilo y Metodio en 1896.

## Reliquias
Entre las numerosas reliquias se encuentra el icono del Theotokos "del Acatisto", cuyo día de festividad es el 10 de octubre según el calendario gregoriano (el 23 de octubre según el calendario juliano).

## Biblioteca
Posee manuscritos medievales, como una copia del siglo XV de San Naum, un manuscrito del siglo XIV de Paraskevi, el original Istoriya Slavyanobolgarskaya de Paisius de Hilendar. La biblioteca alberga 388 manuscritos en lenguas eslavas y 126 en griego; así como 10 000 libros impresos.